# 1891 en Nouvelle-Écosse
Chronologie de la Nouvelle-Écosse
- 1887
- 1888
- 1889
- 1890
- 1891
- 1892
- 1893
- 1894
- 1895

Cette page concerne des événements survenus en 1891 dans la province canadienne de Nouvelle-Écosse.

## Politique
- Premier ministre : William S. Fielding
- Chef de l'Opposition :
- Lieutenant-gouverneur : Malachy Bowes Daly
- Législature :